# Estratiomídeos
Estratiomídeos (Stratiomyidae) é uma família de dípteros (moscas), historicamente colocada no obsoleto grupo denominado Orthorrhapha. A família contém mais de 2000 espécies em cerca de 400 géneros.
Encontram-se amplamente distribuídos por todas as regiões zoogeográficas. São animais de pequeno a médio porte, suas larvas estão associadas à decomposição de matéria orgânica vegetal, tanto em áreas naturais como em áreas urbanas. Algumas poucas espécies se tornaram especializadas em resíduos orgânicos produzido pelo homem.

## Subfamílias
- Antissinae
- Beridinae
- Chiromyzinae
- Chrysochlorininae
- Clitellariinae
- Hermetiinae
- Nemotelinae
- Pachygastrinae
- Parhadrestiinae
- Raphiocerinae
- Sarginae
- Stratiomyinae

## Lista de espécies
- Palaeárctico
- Neárctico
- Australasiano/Oceaniano
- Japão